# Districte Militar de Moscou
El Districte Militar de Moscou va ser un districte militar de les Forces Terrestres Russes. El 2010 va ser fusionat amb el Districte Militar de Leningrad, a la Flota del Nord i a la Flota del Bàltic per crear el nou Comandament Estratègic Operatiu Occidental.

## Història
A inicis de la segona meitat del segle xix els oficials russos s'adonaren de la necessitat de reorganitzar l'Exèrcit Imperial Rus davant les noves circumstàncies. Durant el mes de maig, el Ministeri de la Guerra, encapçalat pel General d'Exèrcit Dmitri Miliutin, presentà al tsar Alexandre II diverses propostes per a la reorganització de l'exèrcit, que incloïen la formació de 15 districtes militars. Un edicte del tsar de 6 d'agost de 1864, anunciat en una ordre del Ministre de la Guerra de 10 d'agost, establí la creació de 10 districtes militars, incloent-hi Moscou. El territori del districte incloïa 12 províncies: Vladímir, Vologda, Kaluga, Kostromà, Moscou, Nijni Nóvgorod, Riazan, Smolensk, Tambov, Tver, Tula i Iaroslavl. El districte provava de ser una font de tropes i equipament de reforç, a certa distància de la frontera, més que una àrea operativa.
El Districte va poder enviar 5 divisions d'infanteria i una de cavalleria a la Guerra russo-turca de 1877–1878, així com una altra divisió a la regió del Caucas. Aquesta força totalitzava uns 30.000 homes i 20.000 cavalls. Uns 80.000 homes més van ser cridats a les unitats de reserva. El districte també allotjà 21.000 presoners de guerra turcs. Durant la I Guerra Mundial aproximadament un milió d'homes va ser estacionat al districte. Gran part de la guarnició va participar en la Revolució d'Octubre de 1917 i el posterior establiment d'un règim de soviets a les ciutats de Briansk, Vladímir, Vorónej, Kaluga, Nijni Nóvgorod, Orel, Tver i Iaroslav. Per una resolució del comitè militar revolucionari de Moscou del 17 de novembre, N.I. Muraliov va ser nomenat comandant del districte.
Durant el període de la Guerra Civil Russa i de la intervenció militar a Rússia de 1917-1922, el Districte preparà el personal militar per ser enviat a qualsevol front i subministrà l'Exèrcit Roig amb armament i subministraments diversos. Entre juny i mitjans de setembre de 1919, el Districte realitzà 33 lleves, totalitzant més de 500.000 homes. A Moscou es formaren la 1a Divisió de Fusellers, el regiment revolucionari Varsòvia i el 2n regiment revolucionari; i es portaren tropes letones per formar la Divisió de Fusellers Letona. A Vorónej, es formaren dues divisions de cavalleria, a Nijni Nóvgorod, dues divisions de fusellers i dos regiments de fusellers; i a Tambov es formà la 16 Divisió de Fusellers.
Després de la Guerra Civil, les tropes a la regió van ser desmobilitzades, i per tant, el seu nombre es reduí de 580.000 (a finals de 1920) a 85.000 a gener de 1923, i el districte va ser reorganitzat per a temps de pau. Durant la dècada de 1920, el Districte disposava de 10 divisions de fusellers: la 1a Divisió de Fusellers del Proletariat Moscovita Bandera Roja, la 6a Orlovskaia, la 14a Vladimirskaia; la 17a Nikhegorodskaia, la 18a Iaroslavskaia, la 19a Voroniejkaia, la 48a Tverskaia, la 55a Kurskaia, la 81a Kalujkaia i la 84a Tulskaia. Començaren a realitzar-se maniobres totes les maniobres. A inicis de la dècada de 1930 començaren a introduir-se els tancs, com el MS o T-18, el T-26, T-27, BT, T-28 i el tanc pesat T-35. El 1930 es formà al districte la primera brigada mecanitzada de l'Exèrcit Roig. El 2 d'agost de 1930 es va realitzar el primer salt de les Tropes Paracaigudistes Soviètiques al districte.
Durant la Segona Guerra Mundial, el Districte formà tres fronts, 23 exèrcits, 128 divisions i 197 brigades, amb un total aproximat de 4,5 milions. Només entre 1944-45, el Districte envià al front 1.200.000 soldats. Des d'estiu de 1945 fins a l'estiu de 1946, per tal de supervisar el procés de desmobilització, el Districte va ser dividit en quatre parts: Moscou, Vorónej, Gorki (on probablement es desmobilitzà la 324a Divisió de Fusellers) i Smolensk (el 33è Exèrcit formà el Quarter General de Smolensk cap a finals de 1945, en tornar d'Alemanya.
El 22 de febrer de 1968, per la seva gran contribució a la causa d'enfortiment en la defensa de l'estat, pels seus èxits en la preparació política i militar, i amb motiu del 50è aniversari de l'Exèrcit Soviètic, el Districte Militar de Moscou va ser condecorat amb l'Orde de Lenin.
La disposició del districte a finals de la dècada de 1980 era:
- 13è Cos d'Exèrcit de la Guàrdia
- * 60à Divisió Cuirassada
- * 206a Divisió Motoritzada de Fusellers
- Tropes del Districte
- * 2a Divisió Motoritzada de Fusellers de la Guàrdia Taman
- * 4a Divisió Cuirassada de la Guàrdia Kantimirov
- * 26a Divisió Cuirassada d'Entrenament de la Guàrdia
- * 32a Divisió Motoritzada de Fusellers de la Guàrdia
- * 106a Divisió Aerotransportada de la Guàrdia

## Comandants
- General d'Infanteria Aleksandr von Gildenxtubbe (1864-1879)
- General de Cavalleria Aleksandr Brevern de Lagarde (1879-1888)
- General d'Artilleria Apòstol Spiridonovitx Kostanda (1888-1896)
- Gran duc Tinent general Sergi Alexandròvitx (1896-1905)
- General d'Infanteria Nikolai Malakhov (1905-1906)
- Tinent general Serguei Konstantínovitx Gerxelman (1906-1909)
- General de Cavalleria Pavel Adamovitx Plehve (1909-1914)
- Príncep Fèlix Iusupov (maig-juny de 1915)
- General d'Artilleria Iòsif Mrozovski (1915-1917)
- Coronel Aleksandr Gruzimov (març-abril 1917)
- Coronel Aleksandr Ivànovitx Verjovski (maig-agost 1917)
- Coronel K. Riabtsev (setembre-novembre de 1917)
- Nikolai Ivànovitx Muralov (1918-1919)
- C.P. Natsarenus (1919)
- A.A. Burdokov (1919-1920)
- P.A. Petriaev (1920-1921)
- Nikolai Ivànovitx Muralov (1921-1924)
- Kliment Voroixílov (1924-1925)
- G.D. Bazilevitx (1925-1927)
- Borís Xàpoixnikov (1927-1928)
- Comcor Nikolai Kuibixev (1928)
- Kommandarm Ieronim Ubórevitx (1928-1930)
- Komandarm de 2n Rang Avgust Cork (1930-1935)
- A.B. Gorbatxov (1935)
- Kommandarm de 1r Rang Ivan Panfilovitx Belov (1935-1937)
- Mariscal de la Unió Soviètica Semion Budionni (1937-1940)
- Coronel General Pàvel Artémiev (1941-1947)
- Mariscal de la Unió Soviètica Kiril Meretskov (1947-1949)
- Coronel General Pàvel Artémiev (1949-1953)
- Mariscal de la Unió Soviètica Kiril Moskalenko (1953-1960)
- Mariscal de la Unió Soviètica Nikolai Krílov (1960-1963)
- General d'Exèrcit Atanasi Pavlantevitx Beloborodov (1963-1968)
- Coronel General Eugene Filippòvitx Ivanovski (1968-1972)
- General d'Exèrcit Vladímir Góvorov (1972-1980)
- General d'Exèrcit Petr Georgievitx Luixev (1980-1985)
- Coronel General Vladimir Arkhipov (1985-1988)
- General d'Exèrcit Konstantín Kotxetov (1988-1989)
- Coronel General Nikolai Kalinin (1989-1991)
- Tinent General Vladimir Toporov (1991-1992)
- Coronel General Leonid Vasilievitx Kuznetsov (1992-1999)
- Coronel General Ivan Puzanov (1999-2001)
- General d'Exèrcit Ivan Efremov (2001-2005)
- General d'Exèrcit Vladimir Yu Bakin (2005-2009)
- Coronel General Valeri Gerasimov (2009-)

## Dècada de 1990 i actualitat
Amb la dissolució de la Unió Soviètica, el districte esdevingué per primera vegada en la seva història un districte de frontera, i la seva prioritat canvia per tenir-hi forces de combat, més que no pas d'entrenament i de guarnició de la capital com havia estat durant el període soviètic.
A inicis de la dècada de 1990, el districte rebé el Quarter General del 1r Exèrcit Cuirassat de la Guàrdia, provinent del Grup de Forces Soviètiques a l'Alemanya Oriental. Va ser situat a Smolensk, i consistia en la 4a Divisió Cuirassada de la Guàrdia i la 144a Divisió Motoritzada de la Guàrdia (a Ielnia). Però a finals de la dècada el quarter general de l'exèrcit es dissolgué, juntament amb la 144a Divisió.
El Quarter General del 22è Exèrcit va ser reformat a partir del 13è Cos d'Exèrcits a inicis de la dècada, per tal de controlar la nova 3a Divisió Motoritzada de Fusellers, entre altres formacions. El 22è Exèrcit havia estat prèviament inactiu durant un llarg període; sent la seva darrera operació des de la guerra (quan participà en la Segona Ofensiva de Rjev-Sitxevka), quan el seu quarter general, juntament amb la 109 divisió, arribà al sud d'Ucraïna al maig de 1945. Durant l'estiu de 1945, juntament amb el quarter general de l'Exèrcit Costaner Independent, situat a Crimea, va ser reorganitzat per formar el fugaç Districte Militar Travitxeski.
Després de diversos anys, el Grup Operatiu de Tropes Russes a Moldàvia va ser alineat sota el comandament del Districte Militar de Moscou el 1998. Prèviament, el 14è Exèrcit de la Guàrdia (va ser redenominat a l'abril de 1995), forces d'aquest comandament van tenir una gran participació a inicis de la dècada de 1990 per establir i mantenir els separatistes trans-dnester de Transnístria com un estat de facto viable.
El districte tenia uns 75.000 membres, adscrits a les següents formacions. Tot el Grup de Forces estan sent sotmeses a una gran reorganització, que començà al març de 2009, en la qual els exèrcits s'estan convertint en comandaments operatius i les divisions estan sent redissenyades com a brigades.
- 2a Divisió Motoritzada de Fusellers de la Guàrdia Tamanskaia (a brigada)
- 34a Divisió d'Artilleria de la Guàrdia
- 27a Divisió Motoritzada de Fusellers de la Guàrdia Sevastopolskaia
- 112a Brigada de Míssils
- 20è Exèrcit de la Guàrdia
- * 4a Divisió Cuirassada de la Guàrdia Kantemirovskaia
- * 10a Divisió Cuirassada de la Guàrdia Uralsko-Lvovskaia[nota 3]
- * 397è Regiment MRL (Skopin)
- * 448è Brigada de Míssils (Kursk) (Totxka SSM)
- * 4944a Base d'Emmagatzematge d'Armament i Equipament (Ielnya)
- * d'altres unitats
- 22è Exèrcit
- * 3a Divisió Motoritzada de Fusellers de la Guàrdia Vislenskaia
- * 5a Brigada de Míssils Antiaeris (Xuia)
- * 50a Brigada de Míssils (Xuia)
- * 21a Brigada d'artilleria (Mulino)
- * 918è Regiment de Llançacoets Múltiples
- * Base d'Emmagatzematge d'Armament i Equipament de Tver
- * d'altres unitats
- Grup Operatiu de Forces Russes a Moldàvia (antic 14è Exèrcit de la Guàrdia
- * 2 batallons separats, antigament provinent de la 8a Brigada Motoritzada de la Guàrdia[nota 4]
- * 16è Brigada de Forces Especials Spetsnaz
- * 16è Exèrcit de l'Aire

### Unitats subordinades
- Formacions de Combat
- * 4a Brigada Cuirassada Independent de la Guàrdia "Kantemir"
- * 5a Brigada Cuirassada Independent de la Guàrdia "Taman"[5]
- * 6a Brigada Cuirassada Independent de la Guàrdia "Txentokhovskaia"[6]
- * 9a Brigada Motoritzada de Fusellers Independent de la Guàrdia
- * 16a Brigada Independent
- * 27a Brigada Motoritzada de Fusellers Independent de la Guàrdia[7]
- * Grup Operatiu de Tropes Russes a Transnistria
- * 99a Base de Reserva (13a Brigada Motoritzada de Fusellers Independent)
- * 262a Base de Reserva (1a Brigada Cuirassada Independent)
- * 467è Centre d'Entrenament del Districte
- Formacions de Míssils i Artilleria
- * 45a Brigada d'Artilleria Pesant "Svir"
- * 79a Brigada MLRS de la Guàrdia
- * 112a Brigada de Míssils de la Guàrdia
- * 288a Brigada d'Artilleria "Varsòvia-Brandenburg"
- * 448a Brigada de Míssils
- * 7015a Base d'Artilleria de Reserva
- Formacions de Defensa Aèria
- * 53a Brigada de Míssils de Defensa Aèria
- * 886è Centre de Comandament de Defensa Aèria
- Formacions de Radar
- * 70a Brigada Tècnica de Ràdio Independent
- * 51è Regiment Tècnic de Ràdio Independent
- Formacions d'Enginyers
- * 7è Regiment Independent d'Enginyers
- * 841è Batalló Independent d'Enginyers
- Formacions de Defensa NBC
- * 27a Brigada Independent de Defensa NBC
- * 465è Batalló Independent de Defensa NBC
- Formacions de Senyals
- * 1a Brigada de Senyals Sebastòpol'
- * 16a Brigada Independent de Guerra Electrònica
- * 119a Brigada de Senyals
- * 147è Batalló Independent de Senyals (Rereguarda)

Les formacions de Tropes Aerotransportades, incloent-hi la 98a Divisió Aerotransportada de la Guàrdia i la 106a Divisió Aerotransportada de la Guàrdia Tula també estan situades al districte, però reporten directament al quarter general de les tropes aerotransportades.